# Cécile De Wilde
Pour les articles homonymes, voir De Wilde.
Cécile De Wilde est une joueuse de volley-ball belge née le 14 mars 1990 à Uccle. Elle mesure 1,73 m et joue au poste de libero.  
Maman de Chloé née le 8 juillet 2025. 

## Clubs
| Club                   | De        | À         |
| ---------------------- | --------- | --------- |
| VC Union Drogenbos     | 1998-1999 | 2001-2002 |
| Phenix Volley          | 2002-2003 | 2003-2004 |
| Volley Club Tubize     | 2004-2005 | 2004-2005 |
| ASVC Chapelle          | 2005-2006 | 2007-2008 |
| Barbãr d'X-elles       | 2008-2009 | 2011-2012 |
| Hermes Volley Oostende | 2012-2013 | 2013-2014 |
| Istres OPVB            | mai 2014  | déc 2014  |
| Terville FOC           | 2014-2015 | 2014-2015 |
| NVB Nîmes              | 2015-2016 | 2022      |